# Синтон
Синто́н (англ. synthon) — реальная или идеализированная структурная единица молекулы, которая может быть введена в химический синтез известными приёмами. Термин введён в 1967 году Элайасом Дж. Кори, который впоследствии стал лауреатом Нобелевской премии по химии за развитие теории и методологии органического синтеза.
Синтон не существует как конкретный реагент, это формальная частица (ион, радикал или карбен), каждому синтону может соответствовать один или несколько реальных реагентов, и наоборот, один реагент может являться синтетическим эквивалентом для нескольких синтонов. Синтонный подход часто используется при планировании органического синтеза. Например, при ретросинтетическом анализе перед проведением эксперимента по синтезу целевой молекулы (англ. target molecule) необходимо мысленно разбить синтезируемое вещество на синтоны и подобрать реальные реагенты, соответствующие синтонам. Также удобно использовать понятие синтона для описания органических реагентов и химических реакций.

## Классификация и обозначения
Соответствие между синтоном и его синтетическим эквивалентом обозначают специальным символом — двойной двунаправленной стрелкой ({\displaystyle \Leftrightarrow }).
Часто синтоны классифицируют по количеству атомов углерода в частице и обозначают соответственно как C1-, C2-, C3-синтоны и т. д.
Примеры синтонов с разным количеством углеродных атомов:
- C1: (−)CH3 {\displaystyle \Leftrightarrow } CH3MgBr (метилмагнийбромид); (−)COOH {\displaystyle \Leftrightarrow } CN− (цианид-ион)
- C2: CH3C(+)=O {\displaystyle \Leftrightarrow } CH3COCl, (CH3CO)2O (производные уксусной кислоты); HC≡C(−), (−)C≡C(−) {\displaystyle \Leftrightarrow } HC≡CH (ацетилен)

### Донорные и акцепторные синтоны
Новые связи в ходе органических реакций часто образуются по принципу полярности: реагирующие частицы являются ионами или имеют центры с частичным положительным или отрицательным электрическим зарядом. Такие частицы являются, соответственно, донорами или акцепторами электронов. Независимо от того, является ли реальная частица свободным ионом или имеет частично заряженный активный центр, соответствующие синтоны формально рассматриваются как ионы. Донорные и акцепторные синтоны обозначаются, соответственно, буквами «d» и «a» с числовым правым верхним индексом. Индекс обозначает количество химических связей, отделяющих реакционный центр от ближайшего гетероатома (атома элемента, отличного от углерода и водорода). Если синтон не содержит гетероатомов, то индекс не пишется; если реакционный центр находится на гетероатоме, то синтон обозначается как d0 или a0.
Примеры донорных и акцепторных синтонов:
- d0: CH3S(−) {\displaystyle \Leftrightarrow } CH3SH (метилмеркаптан)
- d1: N≡C(−) {\displaystyle \Leftrightarrow } KCN (цианид калия)
- d²: (−)CH2−CH=O {\displaystyle \Leftrightarrow } CH3CHO (ацетальдегид)
- d³: (−)C≡C−CR1R²−NH2 {\displaystyle \Leftrightarrow } Li+ −C≡C−CR1R²−NH2
- d: (−)CH3 {\displaystyle \Leftrightarrow } LiCH3 (метиллитий)
- a0: (+)P(CH3)2 {\displaystyle \Leftrightarrow } (CH3)2P−Cl (диметилхлорфосфин)
- a1: (CH3)2C(+)−OH {\displaystyle \Leftrightarrow } (CH3)2C=O (ацетон)
- a²: H2C(+)−CO−CH3 {\displaystyle \Leftrightarrow } BrCH2−CO−CH3 (бромацетон)
- a³: (CH3)2C(+)−CH=C(OR)−O− {\displaystyle \Leftrightarrow } H2C=CH−COOR (эфиры акриловой кислоты)
- a: (+)CH3 {\displaystyle \Leftrightarrow } CH3I (метилиодид)